# Ria Theil
Ria Theil (* 4. August 1946 in Oberweißbach) ist eine ehemalige deutsche Politikerin in Sachsen-Anhalt. Für die PDS gehörte sie dem Landtag Sachsen-Anhalt von 1998 bis 2006 an.

## Biografie
Ria Theil absolvierte ein Studium als Pionierleiterin mit Abschluss als Lehrerin. Sie war Mitglied der SED. Von 1994 bis 2008 war sie amtierende Bürgermeisterin von Droyßig. Ebenso gehörte sie dem Kreistag des Burgenlandkreises und von 1998 bis 2006 dem Landtag Sachsen-Anhalt an, in den sie beide Male über die Landesliste einzog. Theil lebt als Rentnerin in Droyßig.